# Spindop
De spindop is een uitscheidingsklier die alleen gevonden wordt bij de spinnen. De spindop produceert spinsel waarmee spinnen onder andere hun prooien vangen (spinnenweb) of hun eiermassa beschermen (cocon). De spindoppen komen altijd in tientallen tot duizenden aantallen voor op de spintepels van een spin. De spintepels zelf kunnen geen spindraad produceren, het zijn feitelijk de dragers van de spindoppen. 